# بخشی

سهراب محمدی (بخشی، خواننده و نوازنده)

بَخشی لقبی است که به برخی از نوازندگان دوتار در ترکمنستان، ترکمن‌صحرا و خراسان داده می‌شود. بخشی‌ها نوازندگان دوتار، آوازخوان، داستان‌گو، سراینده و سازندهٔ ساز (دوتار) هستند. اصلی‌ترین مراکز بخشی‌ها عشق آباد، ترکمنصحرا، استان مرو، بالکان، آخال، مشهد، بجنورد، قوچان، آشخانه و شیروان است.
بخشی‌ها روایتگران فرهنگ شفاهی از مناطق خود هستند و از احترام و جایگاه ویژه‌ای برخوردارند. بخشی‌ها معمولاً به بداهه‌نوازی و بداهه‌گویی معروف بوده‌اند و توانایی نوازندگی و خوانندگی در مدت زمان طولانی را دارند. از قدیم بخشی‌ها معمولاً در مجلس‌های عروسی و شادی‌ها به هنرمندی می‌پرداختند و اجرای برنامه در مراسم سوگواری مرسوم نبوده‌است.

## روایت عامه
در روایت عامیانه لقب بخشی این‌گونه تعریف می‌شود: بخشی کسی است که خداوند به او محبت و مقامی ویژه بخشیده‌است.

## بخشی خودبند
«خودبند» به بخشی می‌گویند که هم بتواند ترانه‌سرایی کند و شعر بگوید، هم مهارت آهنگسازی داشته باشد و هم در نوازندگی و خوانندگی چیره‌دست باشد. «بخشی خود بند» بالاترین رتبه را در میان بخشی‌ها دارد که خود مؤلف، مصنف و تولیدکننده اصلی موسیقی است.

## پژوهش‌ها
از دیدگاه هوشنگ جاوید، پژوهشگر موسیقی نواحی ایران، در موسیقی شمال خراسان بخشی‌ها بر چند نوع‌اند که بخشی‌های مذهبی یکی از انواع آنها است. بخشی قربان سلیمانی بر این اعتقاد بود که یک بخشی نباید به کسی یا چیزی محتاج باشد و باید به تنهایی از عهده تمام مراحل خلق یک اثر برآید.
در مورد اصل واژه بخشی نظرات گوناگون وجود دارد. برخی اصل آن را چینی، تبتی یا مغولی دانسته‌اند و می‌گویند نقش روحانی و معنوی بخشی ریشه بودایی دارد. بخشی‌ها اغلب به ترکی می‌خوانند و در کشورهای آسیای میانه نیز حضور دارند.

## افراد
از سرشناس‌ترین بخشی‌های شمال خراسان می‌توان از افراد زیر نام برد:
سهراب محمدی، خان محمد قیطاقی، عیوض بخشی، احمدقلی احمدی (احمد بخشی)، غلامحسین برازنده، غلامحسن برازنده، محمدحسین یگانه سلمان، اولیاقلی یگانه، قربان سلیمانی، حسن یزدانی، حیدر کارگر، سلطان رضا ولی نژاد، حمرا گل افروز، علی گل افروز، رحیم بیچرانلو (رحیم‌خان بخشی)، مختار زنبیل باف، عباسقلی رنجبری، علی غلامرضایی، آی‌محمد یوسفی، غلامحسین افکاری، علی اصغر اسلامی و نادر محمد آهنگر بیک و از میان بخشی‌های ترکمن ارازمراد آرخی، نظرلی محجوبی نام برد.